# 음력 10월 1일
음력 10월 1일은 음력 10월의 첫 번째 날이다.

## 사건
- 1977년 - 이리역 폭발 사고가 일어나다.
- 2014년 -
  - 대전광역시 대덕구 산업단지 내 한 공장 작업실에서 불이 나서 1명이 사망하고 7명이 부상당하였다.
  - 말레이시아 북서부 보르네오섬 사라왁주 석탄 광산이 폭발해 북한인 1명 등 3명이 사망하였다.
  - 중화인민공화국 쓰촨성 캉딩현에서 규모 6.3의 강진이 발생하였다.

## 문화
- 1883년 - 한국에서 근대 신문의 효시인 한성순보 창간.
- 1884년 - 우정총국에서 우편 업무 개시.
- 2015년 - 대한민국에서 2016학년도 대학수학능력시험 시행.

## 탄생
- 1542년 - 서애 류성룡.
- 1926년 - 대한민국의 코미디언 구봉서.
- 1959년 - 대한민국의 배우 안석환.
- 1960년 - 대한민국의 배우 이휘향.
- 1981년 - 대한민국의 래퍼 지토 (소울다이브, 브라운 후드).
- 1983년 - 대한민국의 희극인 안영미.
- 2012년 - 대한민국의 가수 빈예서.

## 사망
- 이각
- 이시다 미츠나리
- 고니시 유키나가
- 안고쿠지 에케이

## 기념일, 연중행사
- 공민왕 사당제

## 같이 보기
- 음력 360일: 1월 2월 3월 4월 5월 6월 7월 8월 9월 10월 11월 12월
- 전날:9월 30일 다음날:10월 2일 - 전달:9월 1일 다음달:11월 1일
- 양력:10월 1일
- 음력, 윤달